# Севастопольський цвинтар
Севастопольський цвинтар — історичний цвинтар у Табірній (рос. Лагерная) частині Нагірного району міста  Дніпро. Цвинтар названо Севастопольським за основною масою поховань, здійснених у часи Кримської війни у 1853-56 років поранених військових, що лікувалися і померли від ран у Катеринославському шпиталі. Сьогоднішня офіційна назва цвинтаря — Севастопольський парк.

## Історія цвинтаря

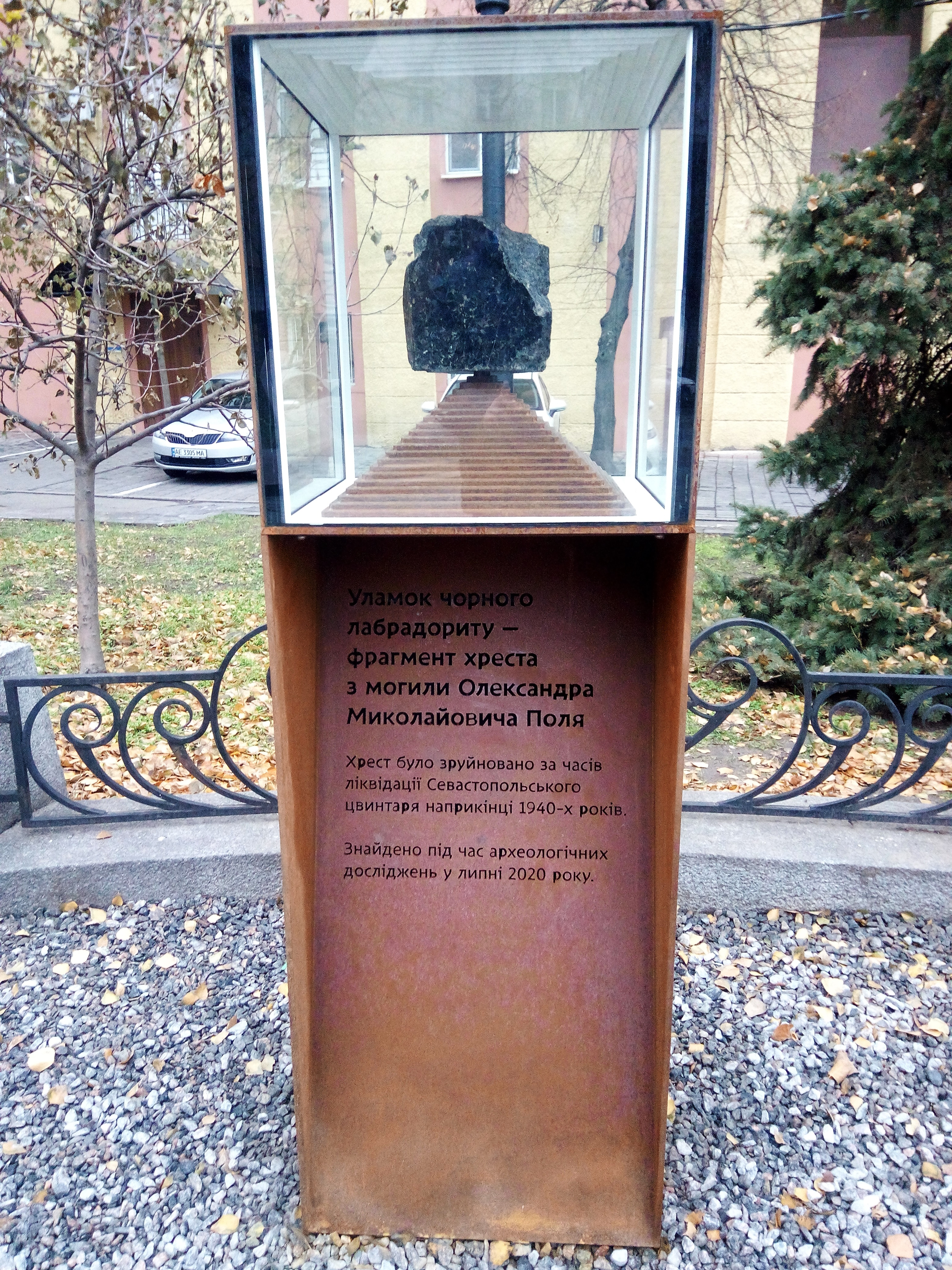
Уламок хреста з могили Олександра Поля

Цвинтар розташовувався між вулицями Севастопольською і Сімферопольською та налічував близько 5-6 тисяч військових поховань періоду Кримської війни 1853—1856 років.
1863 року тут була закладена каплиця, яку на прохання сина імператора Олександра II Миколи Олександровича, того ж року почали перебудовувати на собор Лазаря Чотириденного. Цвинтар був елітарним місцем поховання відомих людей Катеринослава.

## Доля цвинтаря за радянських часів
Лазарівський собор був закритий більшовиками у 1930-х роках і зруйнований після постанови Дніпропетровського міськвиконкому про закриття цвинтаря 1949 року. За переказами храм безуспішно намагалися зруйнувати декілька разів і наостанок було вирішено засипати будівлю курганом, а нагорі кургану встановити монумент з білого Інкерманського каменю на честь Оборона Севастополя 1854—1855 років. Разом з собором були знищені й поховання навколо нього. Відкриття парку з монументом, тріумфальною аркою та алеєю героїв присвятили 100-літтю оборони Севастополя.
Існує проєкт відбудови собору. У 1990-х роках зруйнувалася тріумфальна арка у парку, яку демонтували у березні 1998 року. 

## Відомі особи поховані на цвинтарі
- Андріан Кащенко — український письменник.
- Олександр Поль — дослідник-археолог, краєзнавець і підприємець, меценат.
- Іван Манжура — український поет, етнограф.